# Jesús Zambrano Grijalva
José de Jesús Zambrano Grijalva (Empalme, Sonora; 1 de octubre de 1953) es un político y matemático mexicano. Fue el último dirigente nacional del Partido de la Revolución Democrática, cargo que desempeñó entre 2020 y 2024.

## Carrera política
Jesús Zambrano inició sus actividades políticas como líder estudiantil mientras cursaba la carrera de Físico-Matemática en la Universidad de Sonora, dejó sus estudios y se unió a la Liga Comunista 23 de Septiembre, participando en actividades guerrilleras, capturado por las autoridades gubernamentales fue preso político entre 1974 y 1975.
Miembro fundador del PRD, fue representante del partido ante el Registro Federal de Electores y diputado federal a la LVI Legislatura de 1994 a 1997 electo por la vía de la representación proporcional; en 1997 fue candidato del PRD a gobernador de Sonora, quedando en tercer lugar de las preferencias electorales, las elecciones fueron ganadas por el candidato del PRI, Armando López Nogales; en diciembre de ese mismo año, Cuauhtémoc Cárdenas, al tomar posesión como jefe de Gobierno del Distrito Federal lo nombró procurador social del D.F. y luego de 1998 a 1999, delegado en Gustavo A. Madero, dejando este cargo para ser electo secretario general del PRD hasta 2003 cuando volvió a ser candidato de su partido a Gobernador de Sonora, quedando en el mismo lugar de preferencias electorales.
Entre 2004 y 2006 fue Asesor del jefe de Gobierno del DF Andrés Manuel López Obrador y Subsecretario de Gobierno, así como posteriormente Coordinador Nacional de la corriente interna perredista Nueva Izquierda, Jesús Zambrano es considerado junto con Jesús Ortega Martínez uno de los dos principales líderes de esta corriente, que por ellos es llamada comúnmente como "Los Chuchos".
En 2008 fue candidato de Nueva Izquierda a Presidente del PRD en el Distrito Federal, en que fue vencido por su competidora de Izquierda Democrática Nacional, Alejandra Barrales.
Fue elegido presidente de la mesa directiva para el primer año de ejercicio de la LXIII Legislatura en la Cámara de Diputados del Congreso de la Unión.
Fue nombrado el 3 de marzo de 2018 como coordinador de campañas locales del PRD en la campaña de Ricardo Anaya, candidato a la Presidencia de la República de la coalición "Por México al Frente".
El 29 de agosto de 2020 fue electo Presidente Nacional del Partido de la Revolución Democrática, periodo que fue extendido posteriormente.
Bajo su presidencia, el PRD perdió el registro nacional ante el INE al no haber logrado el mínimo porcentaje requerido para seguir recibiendo recursos públicos (3 % de los resultados) en las elecciones federales de 2024, con lo que se consolida la desaparición del partido.